# 9 Songs
9 Songs è un film del 2004 diretto da Michael Winterbottom. Il titolo si riferisce alle nove canzoni eseguite dal vivo nel corso del film da otto differenti gruppi e dal compositore Michael Nyman.
Presentato in concorso al Festival di San Sebastian, ha ottenuto il premio per la migliore fotografia.
Alla sua uscita, ha suscitato un certo scandalo perché, pur non trattandosi di un film pornografico, ha espliciti contenuti sessuali e presenta nudi integrali, scene non simulate di masturbazione, footjob, cunnilingus, fellatio, penetrazione ed eiaculazione.

## Trama
Durante un concerto dei Black Rebel Motorcycle Club alla Brixton Academy di Londra si incontrano il giovane climatologo inglese Matt (Kieran O'Brien) e la ventunenne studentessa americana Lisa (Margo Stilley). Alla conclusione della serata finiscono a letto insieme.
Nel corso dei successivi mesi si immergono in un'appassionata relazione, che alterna un'intensa vita sessuale, in cui grazie alla crescente intimità fisica esprimono sempre più liberamente le proprie fantasie, e una regolare frequentazione dei concerti rock.
Dopo il terzo concerto, arrivano a dirsi reciprocamente "ti amo", ma al sesto lei, sempre più irrequieta ed insoddisfatta, preferisce non accompagnarlo nemmeno, definendolo sprezzantemente il più noioso degli uomini.
Dopo l'ottavo, il concerto del 60º compleanno di Michael Nyman, Lisa rivela la sua intenzione di voler rientrare negli Stati Uniti.
Assisteranno insieme ad un ultimo concerto, prima che lei parta per ritornare a casa. Matt avrà modo di rievocare questa breve relazione sentimentale durante un viaggio di ricerca in Antartide, riflettendo sul fatto che l'attrazione dei corpi non ha potuto superare le rispettive solitudini esistenziali.

## Colonna sonora
Nel corso del film vengono mostrate esecuzioni dal vivo delle seguenti canzoni (le nove del titolo):
- Black Rebel Motorcycle Club, Whatever Happened To My Rock And Roll
- The Von Bondies, C'mon, C'mon
- Elbow, Fallen Angel
- Primal Scream, Movin' On Up
- The Dandy Warhols, You Were the Last High
- Super Furry Animals, Slow Life
- Franz Ferdinand, Jacqueline
- Michael Nyman, Nadia
- Black Rebel Motorcycle Club, Love Burns

Fanno parte della colonna sonora anche le seguenti canzoni:
- Michael Nyman, Debbie
- Salif Keïta, Madan (exotic disco mix)
- Franz Ferdinand, Michael
- Melissa Parmenter, Sola e Platform
- Goldfrapp, Horse Tears
- Elbow, I've Got Your Number

## Riconoscimenti
- Festival Internazionale del Cinema di San Sebastián 2004: miglior fotografia